# Seznam zápasů české fotbalové reprezentace 2017
Seznam zápasů české fotbalové reprezentace 2017 uvádí přehled všech utkání tohoto reprezentačního výběru, jež sehrál během roku 2017. Hráči výběru nastoupili celkem k deseti zápasům, z nichž šest bylo kvalifikačních na mistrovství světa 2018 a zbylé čtyři přátelské. V uvedených deseti utkáních reprezentanti dosáhli šesti výher, jedné remízy a tří porážek. Ve všech utkáních vedl mužstvo coby hlavní trenér Karel Jarolím.

## Přehled zápasů
| 22. března 2017 přátelský                 |       |       |                                                                     |
| Česko                                     | 3 – 0 | Litva | Městský stadion, Ústí nad Labem diváci: 3 950 rozhodčí: Alain Bieri |
| Hořava 48' (pen.) Jankto 64' Krmenčík 79' |       |       | Městský stadion, Ústí nad Labem diváci: 3 950 rozhodčí: Alain Bieri |

| 26. března 2017 kvalifikace MS 2018, skupina C |       |                                                                       |                                                                      |
| San Marino                                     | 0 – 6 | Česko                                                                 | Olympijský stadion, Serravalle diváci: 1 023 rozhodčí: Kristo Tohver |
|                                                |       | 17', 24' Barák 19', 77' (pen.) Darida 26' Gebre Selassie 43' Krmenčík | Olympijský stadion, Serravalle diváci: 1 023 rozhodčí: Kristo Tohver |

| 5. června 2017 přátelský   |       |              |                                                                         |
| Belgie                     | 2 – 1 | Česko        | Stadion krále Baudouina, Brusel diváci: 28 000 rozhodčí: Sandro Schärer |
| Batshuayi 25' Fellaini 53' |       | 29' Krmenčík | Stadion krále Baudouina, Brusel diváci: 28 000 rozhodčí: Sandro Schärer |

| 10. června 2017 kvalifikace MS 2018, skupina C |       |                    |                                                                |
| Norsko                                         | 1 – 1 | Česko              | Ullevaal stadion, Oslo diváci: 12 179 rozhodčí: Andre Marriner |
| Söderlund 56' (pen.)                           |       | 36' Gebre Selassie | Ullevaal stadion, Oslo diváci: 12 179 rozhodčí: Andre Marriner |

| 1. září 2017 kvalifikace MS 2018, skupina C |       |                       |                                                           |
| Česko                                       | 1 – 2 | Německo               | Eden Aréna, Praha diváci: 18 093 rozhodčí: Sergej Karasev |
| Darida 78'                                  |       | 4' Werner 88' Hummels | Eden Aréna, Praha diváci: 18 093 rozhodčí: Sergej Karasev |

| 4. září 2017 kvalifikace MS 2018, skupina C |       |       |                                                               |
| Severní Irsko                               | 2 – 0 | Česko | Windsor Park, Belfast diváci: 18 167 rozhodčí: Daniele Orsato |
| Evans 28' Brunt 41'                         |       |       | Windsor Park, Belfast diváci: 18 167 rozhodčí: Daniele Orsato |

| 5. října 2017 kvalifikace MS 2018, skupina C |       |                     |                                                     |
| Ázerbájdžán                                  | 1 – 2 | Česko               | Baku National Stadium, Baku rozhodčí: Benoit Millot |
| İsmayılov 55' (pen.)                         |       | 35' Kopic 66' Barák | Baku National Stadium, Baku rozhodčí: Benoit Millot |

| 8. října 2017 kvalifikace MS 2018, skupina C    |       |            |                                                                         |
| Česko                                           | 5 – 0 | San Marino | Doosan Arena, Plzeň diváci: 5 625 rozhodčí: Alex de Albuquerque Troleis |
| Krmenčík 8', 23' Kopic 27' Novák 71' Kadlec 83' |       |            | Doosan Arena, Plzeň diváci: 5 625 rozhodčí: Alex de Albuquerque Troleis |

| 8. listopadu 2017 přátelský |       |                 |                                                         |
| Česko                       | 2 – 1 | Island          | Al-Duhail, Dauhá diváci: 150 rozhodčí: Khamis Al Kuwari |
| Souček 19' Sýkora 65'       |       | 77' Finnbogason | Al-Duhail, Dauhá diváci: 150 rozhodčí: Khamis Al Kuwari |

| 11. listopadu 2017 přátelský |       |           |                                                          |
| Katar                        | 0 – 1 | Česko     | Al-Duhail, Dauhá diváci: 3 000 rozhodčí: Sherzod Kasimov |
|                              |       | 15' Barák | Al-Duhail, Dauhá diváci: 3 000 rozhodčí: Sherzod Kasimov |